# Ngô Văn Lâm
Ngô Văn Lâm (ur. 22 września 1995) – wietnamski zapaśnik walczący w stylu wolnym. Zajął piętnaste miejsce na igrzyskach azjatyckich w 2022. Dwunasty na mistrzostwach Azji w 2016. Mistrz igrzysk Azji Południowo-Wschodniej w 2023 i drugi w 2021, a także na mistrzostwach Azji Południowo-Wschodniej w 2022 i 2023 roku.